# Léon Rostan
Léon Louis Rostan, född 17 mars 1790 i Saint-Maximin-la-Sainte-Baume, Frankrike, död 4 oktober 1866 i Paris, var en fransk läkare.
Rostan var professor i medicin, verksam vid La Salpêtrière i Paris. Han invaldes 1845 som utländsk ledamot av svenska Vetenskapsakademien och var även ledamot av Académie nationale de médecine. 